# Schoenus curvulus
Schoenus curvulus är en halvgräsart som beskrevs av Ferdinand von Mueller. Schoenus curvulus ingår i släktet axagssläktet, och familjen halvgräs. Inga underarter finns listade i Catalogue of Life.